# Tín hiệu
Trong lý thuyết thông tin, một chuyên ngành của toán học ứng dụng và kỹ thuật điện/điện tử, tín hiệu là một đại lượng vật lý chứa đựng thông tin hay dữ liệu có thể truyền đi xa và tách thông tin ra được. Hầu hết các tín hiệu đáng quan tâm đều ở dạng các hàm số, các phân bố hay các quá trình thay đổi ngẫu nhiên của thời gian hoặc vị trí.

## Ví dụ về tín hiệu

### Hàm số
- 1D - một chiều: Âm thanh
- 2D - hai chiều: Hình ảnh
- nD - nhiều chiều: Tín hiệu SAR

## Phân loại tín hiệu
Có nhiều cách để phân loại tín hiệu, dưới đây là cách phân chia theo cặp thuộc tính:

### Thời gian rời rạc - Thời gian liên tục
Tín hiệu rời rạc (về mặt thời gian) là tín hiệu chỉ xác định trên một tập rời rạc của thời gian (một tập những thời điểm rời rạc). Dưới dạng toán học, tín hiệu rời rạc mang giá trị thực (hoặc phức) có thể được xem là một hàm liên kết tương ứng từ tập số tự nhiên đến tập số thực (hoặc phức).
Tín hiệu liên tục (về mặt thời gian) là tín hiệu mang giá trị thực (hoặc phức) xác định với mọi thời điểm trong một khoảng thời gian, trường hợp phổ biến nhất là một khoảng thời gian vô hạn. Chú ý: Một hàm không liên tục về mặt toán học, ví dụ như hàm sóng vuông (square-wave) hay sóng răng cưa (sawtooth-wave), vẫn có thể là hàm liên tục về mặt thời gian.

### Tương tự - Số
Tín hiệu tương tự là tín hiệu có giá trị thay đổi liên tục theo thời gian. Tín hiệu số là tín hiệu đã được lấy mẫu và lượng tử hóa.
Lấy mẫu là quá trình biến một tín hiệu tương tự thành một tín hiệu rời rạc theo thang thời gian. Định lý lấy mẫu (Shannon-Nyquist) nói rằng muốn khôi phục một tín hiệu băng tần gốc liên tục theo thời gian thì băng thông của tín hiệu ban đầu phải có giới hạn và tần số lấy mẫu phải lớn hơn hai lần băng thông của tín hiệu ban đầu.
Lượng tử hóa là quá trình biến một tín hiệu có giá trị liên tục thành tín hiệu có giá trị rời rạc.
Điện tử tương tự là các hệ thống điện tử xử lý các tín hiệu có giá trị biến đổi liên tục theo thời gian, hay tín hiệu tương tự.

### Xác định - Ngẫu nhiên
- Xác định: quá trình biến thiên được biểu diễn bằng 1 hàm thời gian hoàn toàn xác định
- Ngẫu nhiên: quá trình biến thiên của nó không biết trước được, ....

### Năng lượng - Công suất
Tín hiệu năng lượng là tín hiệu có năng lượng xác định. Ví dụ tín hiệu xung tam giác đơn.
Tín hiệu công suất là tín hiệu có công suất trung bình xác định. Ví dụ tín hiệu hình sin.

## Phân tích tín hiệu trong miền tần số
Tín hiệu thường được phân tích trong miền tần số. Phương pháp này áp dụng cho các loại tín hiệu, cả tín hiệu liên tục hay rời rạc theo thời gian. Nghĩa là khi cho một tín hiệu đi qua một hệ thống tuyến tính, không đổi theo thời gian, thì phổ tần số của tín hiệu đầu ra sẽ bằng tích của phổ tần số của tín hiệu đầu vào và đáp ứng xung của hệ thống
Một số phương pháp chuyển đổi tín hiệu giữa miền thời gian và miền tần số là:
- Fourier
- Laplace
- Hilbert
- Biến đổi Z
- Wavelet

## Lượng tin
Một đặc tính quan trọng của tín hiệu là entropy hay còn gọi là lượng tin